# Арбузинка
Арбузинка (на украински: Арбузинка) е селище от градски тип в Южна Украйна, Арбузински район на Николаевска област. Основано е през 1780 година. Населението му е около 7383 души.